# Championnats du Danemark de tennis de table
Les championnats danois de tennis de table (DM i bordtennis) ont lieu depuis 1943 et sont organisés par Table Tennis Denmark.
Des championnats individuels sont organisés chaque année pour les seniors, où les titres DM sont disputés en simple messieurs, simple dames, double messieurs, double dames et double mixte. De plus, des championnats par équipe sont disputés pour les équipes de club, où les titres DM sont respectivement joués. équipe masculine et équipe féminine.
Les titres de simple messieurs et de double messieurs sont disputés chaque année depuis 1943. En 1947, les championnats ont été élargis avec une série de simples dames, tandis que les championnats de doubles dames et de doubles mixtes ont été ajoutés en 1953.

## Championnats individuels
| Année | Simple messieurs                               | Simple dames                               | Double messieurs                                                                        | Double dames                                                                      | Double mixte                                                             |
| ----- | ---------------------------------------------- | ------------------------------------------ | --------------------------------------------------------------------------------------- | --------------------------------------------------------------------------------- | ------------------------------------------------------------------------ |
| 1943  | Knud Runckel (1) Vebro                         | Non joué 1943-46                           | Vilhelm Lückow (1) AFC Christian Juhl (1) ØB                                            | Non joué 1943-52                                                                  | Non joué 1943-52                                                         |
| 1944  | Emil Møller (1) Haderslev BTK                  | Non joué 1943-46                           | Erik Bilberg (1) KFUM Bertil Madsen (1) Københavns BTK                                  | Non joué 1943-52                                                                  | Non joué 1943-52                                                         |
| 1945  | Christian Juhl (1) AB                          | Non joué 1943-46                           | Jørgen Hansen (1) Niels Bennike (1) KB                                                  | Non joué 1943-52                                                                  | Non joué 1943-52                                                         |
| 1946  | Leif Skovgaard (1) AB                          | Non joué 1943-46                           | Vilhelm Lückow (2) BTK 41 Christian Juhl (2) AB                                         | Non joué 1943-52                                                                  | Non joué 1943-52                                                         |
| 1947  | Leif Skovgaard (2) AB                          | Oda Mygind Hansen (1) Holbæk BTK           | Vilhelm Lückow (3) BTK 41 Christian Juhl (3) AB                                         | Non joué 1943-52                                                                  | Non joué 1943-52                                                         |
| 1948  | Knud Runckel (2) Grøndal BTK                   | Evy Danielsen (1) BBC                      | Leif Skovgaard (1) AB Willy Scott Nissen (1) Grøndal BTK                                | Non joué 1943-52                                                                  | Non joué 1943-52                                                         |
| 1949  | Helmuth Jespersen (1) B.93                     | Evy Danielsen (2) BBC                      | Christian Juhl (4) AB Harry Sørensen (1) BTK Zero                                       | Non joué 1943-52                                                                  | Non joué 1943-52                                                         |
| 1950  | Helmuth Jespersen (2) Københavns BTK           | Vif Paaschburg (1) Glostrup IC             | Leif Skovgaard (2) AB Willy Scott Nissen (2) Grøndal BTK                                | Non joué 1943-52                                                                  | Non joué 1943-52                                                         |
| 1951  | Thorkild Sonnichsen (1) Grøndal BTK            | Vif Paaschburg (2) Glostrup IC             | Hardy Holmstrøm (1) Gentofte BTK Einar Lyttik (1) Nakskov BTK                           | Non joué 1943-52                                                                  | Non joué 1943-52                                                         |
| 1952  | Knud Runckel (3) Grøndal BTK                   | Evy Schandorph (3) BK Stefan               | Christian Juhl (5) Henning Hauth (1) Københavns BTK                                     | Non joué 1943-52                                                                  | Non joué 1943-52                                                         |
| 1953  | Ove Jensen (1) OB                              | Frida Brøbech (1) Esbjerg BTK              | Einar Lyttik (2) Københavns BTK Hardy Holmstrøm (2) Gentofte BTK                        | Frida Brøbech (1) Gudrun Kahns (1) Esbjerg BTK                                    | Inge Terphøj (1) Brede Helmuth Jespersen (1) Københavns BTK              |
| 1954  | Knud Runckel (4) Grøndal BTK                   | Gudrun Kahns (1) Esbjerg BTK               | Einar Lyttik (3) Københavns BTK Hardy Holmstrøm (3) Gentofte BTK                        | Frida Brøbech (2) Gudrun Kahns (2) Esbjerg BTK                                    | Gudrun Kahns (1) Esbjerg BTK Einar Lyttik (1) Københavns BTK             |
| 1955  | Knud Runckel (5) Grøndal BTK                   | Gudrun Kahns (2) Esbjerg BTK               | Einar Lyttik (4) Københavns BTK Hardy Holmstrøm (4) Gentofte BTK                        | Inge Terphøj (1) Evy Schandorph (1) Stefan                                        | Gudrun Kahns (2) Kaj Hansen (1) Esbjerg BTK                              |
| 1956  | Einar Lyttik (1) Københavns BTK                | Gudrun Kahns (3) Esbjerg BTK               | Einar Lyttik (5) Henning Hauth (2) Københavns BTK                                       | Frida Lyttik (3) Københavns BTK Gudrun Kahns (3) Esbjerg BTK                      | Birte Hansen (1) B 1908 Henning Hauth (1) Københavns BTK                 |
| 1957  | Einar Lyttik (2) Københavns BTK                | Frida Lyttik (1) Københavns BTK            | Ivan Jensen (1) Gentofte BTK Henning Hauth (3) Københavns BTK                           | Frida Lyttik (4) Københavns BTK Gudrun Kahns (4) Esbjerg BTK                      | Birte Hansen (2) B 1908 Henning Hauth (2) Københavns BTK                 |
| 1958  | Einar Lyttik (3) Københavns BTK                | Birthe Hauth (1) Københavns BTK            | Arne Høj (1) Faaborg BTK Einar Lyttik (6) Københavns BTK                                | Evy Schandorph (2) Stefan Birthe Hauth (1) Københavns BTK                         | Evy Schandorph (1) Stefan Einar Lyttik (2) Københavns BTK                |
| 1959  | Freddy Hansen (1) Københavns BTK               | Birthe Hauth (2) Københavns BTK            | Erik Pedersen (1) Torben Lindwald (1) MBK                                               | Evy Schandorph (3) Lise Christensen (1) Stefan                                    | Evy Schandorph (2) Stefan Einar Lyttik (3) Københavns BTK                |
| 1960  | Freddy Hansen (2) Københavns BTK               | Lis Ramberg (1) Lyngby BTK                 | Erik Pedersen (2) Torben Lindwald (2) MBK                                               | Birthe Hauth (2) Københavns BTK Lis Ramberg (1) Lyngby BTK                        | Frida Lyttik (1) Københavns BTK Torben Lindwald (1) MBK                  |
| 1961  | Einar Lyttik (4) Københavns BTK                | Lis Ramberg (2) Lyngby BTK                 | Freddy Hansen (1) Einar Lyttik (7) Københavns BTK                                       | Evy Schandorph (4) Lise Christensen (2) Stefan                                    | Lis Ramberg (1) Lyngby BTK Erik Petersen (1) MBK                         |
| 1962  | Einar Lyttik (5) Københavns BTK                | Lis Ramberg (3) Lyngby BTK                 | Freddy Hansen (2) Einar Lyttik (8) Københavns BTK                                       | Lis Ramberg (2) Lyngby BTK Astrid Eggertsen (1) IF Frem Bjæverskov                | Evy Schandorph (3) Stefan Einar Lyttik (4) Københavns BTK                |
| 1963  | Einar Lyttik (6) Københavns BTK                | Lis Ramberg (4) Lyngby BTK                 | Einar Lyttik (9) Københavns BTK Henning Thorsen (1) BTK Zero                            | Evy Schandorph (5) Bente Utoft (1) Stefan                                         | Lis Ramberg (2) Niels Ramberg (1) Lyngby BTK                             |
| 1964  | Niels Ramberg (1) Lyngby BTK                   | Lis Ramberg (5) Lyngby BTK                 | Freddy Hansen (3) Einar Lyttik (10) Københavns BTK                                      | Lis Ramberg (3) Lyngby BTK Else Marie Hansen (1) BTK 61                           | Lis Ramberg (3) Niels Ramberg (2) Lyngby BTK                             |
| 1965  | Niels Ramberg (2) Virum-Sorgenfri BTK          | Lis Ramberg (6) Virum-Sorgenfri BTK        | Niels Ramberg (1) Virum-Sorgenfri BTK Ib Hückelkamp (1) AF Sorø BTK                     | Gudrun Kahns (5) Esbjerg BTK Britta Christensen (1) Virum-Sorgenfri BTK           | Lis Ramberg (4) Niels Ramberg (3) Virum-Sorgenfri BTK                    |
| 1966  | Stig Lüthje (1) BTK Zero                       | Brita Henriksen (1) BTK Battet             | Henning Thorsen (2) Brian Petersen (1) BTK Zero                                         | Lis Ramberg (4) Lyngby BTK Else Marie Hansen (2) BTK 61                           | Britta Christensen (1) Virum-Sorgenfri BTK Stig Lüthje (1) BTK Zero      |
| 1967  | Claus Pedersen (1) MBK                         | Britta Christensen (1) Virum-Sorgenfri BTK | Niels Ramberg (2) Brian Petersen (2) Virum-Sorgenfri BTK                                | Britta Christensen (2) Virum-Sorgenfri BTK Else Marie Hansen (3) BTK 61           | Brita Henriksen (1) BTK Battet Brian Petersen (1) BTK Zero               |
| 1968  | Niels Ramberg (3) Virum-Sorgenfri BTK          | Britta Christensen (2) Virum-Sorgenfri BTK | Claus Pedersen (1) Torben Lindwald (3) MBK                                              | Britta Christensen (3) Virum-Sorgenfri BTK Else Marie Wedel (4) BTK 61            | Brita Rasmussen (2) BTK Battet Brian Petersen (2) Virum-Sorgenfri BTK    |
| 1969  | Claus Pedersen (2) MBK                         | Brita Rasmussen (2) BTK Battet             | Claus Pedersen (2) MBK Franz Nørby (1) CB                                               | Brita Rasmussen (1) Elin Henriksen (1) BTK Battet                                 | Brita Rasmussen (3) BTK Battet Brian Petersen (3) Virum-Sorgenfri BTK    |
| 1970  | Claus Pedersen (3) MBK                         | Britta Christensen (3) Virum-Sorgenfri BTK | Freddy Hansen (4) Leo Hansen (1) Københavns BTK                                         | Britta Christensen (4) Virum-Sorgenfri BTK Susanne Poulsen (1) BTK Zero           | Britta Christensen (2) Niels Ramberg (4) Virum-Sorgenfri BTK             |
| 1971  | Claus Pedersen (4) MBK                         | Britta Christensen (4) Virum-Sorgenfri BTK | Niels Ramberg (3) Niels Poulsen (1) Virum-Sorgenfri BTK                                 | Britta Christensen (5) Virum-Sorgenfri BTK Susanne Poulsen (2) BTK Zero           | Britta Christensen (3) Niels Ramberg (5) Virum-Sorgenfri BTK             |
| 1972  | Niels Ramberg (4) Virum-Sorgenfri BTK          | Susanne Poulsen (1) BTK Zero               | Niels Ramberg (4) Niels Poulsen (2) Virum-Sorgenfri BTK                                 | Susanne Poulsen (3) Bende Jensen (1) BTK Zero                                     | Kirsten Lyngholm (1) MBK Freddy Hansen (1) Københavns BTK                |
| 1973  | Claus Pedersen (5) MBK                         | Susanne Poulsen (2) BTK Zero               | Niels Ramberg (5) Niels Poulsen (3) Virum-Sorgenfri BTK                                 | Britta Andersen (1) Winnie Andersen (1) Borup BTK                                 | Susanne Poulsen (1) Frank Jensen (1) BTK Zero                            |
| 1974  | Niels Ramberg (5) Virum-Sorgenfri BTK          | Britta Andersen (1) Borup BTK              | Niels Ramberg (6) Niels Poulsen (4) Virum-Sorgenfri BTK                                 | Hanne Weimann (1) MK 31 Susanne Poulsen (4) BTK Zero                              | Dorthe Pedersen (1) Claus Pedersen (1) MBK                               |
| 1975  | Claus Pedersen (6) MBK                         | Annie Larsen (1) Ballerup BTK              | Niels Ramberg (7) Niels Poulsen (5) Virum-Sorgenfri BTK                                 | Hanne Weimann (2) MK 31 Susanne Poulsen (5) BTK Zero                              | Dorthe Pedersen (2) Rytterparkens BC Claus Pedersen (2) MBK              |
| 1976  | Claus Pedersen (7) MBK                         | Annie Larsen (2) Ballerup BTK              | Claus Pedersen (3) MBK Bjarne Grimstrup (1) Brønshøj BTK                                | Annie Larsen (1) Britt Møller (1) Ballerup BTK                                    | Dorthe Pedersen (3) Rytterparkens BC Claus Pedersen (3) MBK              |
| 1977  | Claus Pedersen (8) MBK                         | Susanne Poulsen (3) BTK Zero               | Claus Pedersen (4) MBK Palle Rud (1) BTK Viby                                           | Annie Larsen (2) Britt Møller (2) Ballerup BTK                                    | Susanne Poulsen (2) Frank Jensen (2) BTK Zero                            |
| 1978  | Claus Pedersen (9) MBK                         | Susanne Pedersen (4) BTK Zero              | Bjarne Grimstrup (2) Flemming Weinrich (1) Brønshøj BTK                                 | Annie Larsen (3) Britt Møller (3) Ballerup BTK                                    | Annie Larsen (1) Ballerup BTK Niels Ramberg (6) Virum-Sorgenfri BTK      |
| 1979  | Claus Pedersen (10) MBK                        | Susanne Pedersen (5) BTK Zero              | Bjarne Grimstrup (3) Brønshøj BTK Johnny Hansen (1) Frederiksværk BTK                   | Susanne Pedersen (6) Lone Jakobsen (1) BTK Zero                                   | Dorte Hauth (1) Freddy Hansen (2) Virum-Sorgenfri BTK                    |
| 1980  | Claus Pedersen (11) MBK                        | Susanne Pedersen (6) Ballerup BTK          | Claus Pedersen (5) MBK Kent Jørgensen (1) Ballerup BTK                                  | Charlotte Polk (1) Jette Kristoffersen (1) OB                                     | Dorte Hauth (2) Freddy Hansen (3) Virum-Sorgenfri BTK                    |
| 1981  | Claus Pedersen (12) Sisu/MBK                   | Charlotte Polk (1) OB                      | Claus Pedersen (6) Sisu/MBK Johnny Hansen (2) Frederiksværk BTK                         | Charlotte Polk (2) OB Dorte Hauth (1) Virum-Sorgenfri BTK                         | Charlotte Polk (1) OB Johnny Hansen (1) Frederiksværk BTK                |
| 1982  | Claus Pedersen (13) IHF                        | Annie Larsen (3) Ballerup BTK              | Claus Pedersen (7) IHF Johnny Hansen (3) Frederiksværk BTK                              | Charlotte Polk (3) OB Dorte Hauth (2) Virum-Sorgenfri BTK                         | Dorte Hauth (3) Virum-Sorgenfri BTK Kim Kartholm (1) BTK Kildeskoven     |
| 1983  | Claus Pedersen (14) Brønderslev IF             | Susanne Pedersen (7) BTK Zero              | Flemming Weinrich (2) Kent Jørgensen (2) Brønshøj BTK                                   | Susanne Pedersen (7) BTK Zero Annie Ramberg (1) Ballerup BTK                      | Susanne Pedersen (3) BTK Zero Michael Daugaard (1) Brønshøj BTK          |
| 1984  | Jan Harkamp (1) Brønderslev IF                 | Susanne Pedersen (8) BTK Zero              | Lars Hauth (1) Virum-Sorgenfri BTK Kim Kartholm (1) BTK Kildeskoven                     | Charlotte Polk (4) OB Dorte Hauth (3) Virum-Sorgenfri BTK                         | Susanne Pedersen (4) BTK Zero Michael Daugaard (2) Brønshøj BTK          |
| 1985  | Jan Harkamp (2) Brønderslev IF                 | Dorte Hauth (1) Virum-Sorgenfri BTK        | Michael Daugaard (1) Brønshøj BTK Carsten Egeholt Jensen (1) Brønderslev IF             | Susanne Pedersen (8) Lone Jakobsen (2) BTK Zero                                   | Susanne Pedersen (5) BTK Zero Michael Daugaard (3) Brønshøj BTK          |
| 1986  | Lars Hauth (1) Virum-Sorgenfri BTK             | Dorte Hauth (2) Virum-Sorgenfri BTK        | Claus Pedersen (8) Brønderslev IF Johnny Hansen (4) Frederiksværk BTK                   | Susanne Pedersen (9) Lone Jakobsen (3) BTK Zero                                   | Susanne Pedersen (6) BTK Zero Michael Daugaard (4) TPHU                  |
| 1987  | Jan Harkamp (3) Brønderslev IF                 | Charlotte Polk (2) OB                      | Mogens Sonnichsen (1) Claus Junge (1) BTK Viby                                          | Charlotte Polk (5) OB Karin Kruse (1) Hørning BTK                                 | Pia Toelhøj (1) Virum-Sorgenfri BTK Claus Junge (1) BTK Viby             |
| 1988  | Jan Harkamp (4) Brønderslev IF                 | Susanne Pedersen (9) BTK Zero              | Finn Jacobsen (1) Teis Jonasson (1) BTK Kildeskoven                                     | Susanne Pedersen (10) Lone Jakobsen (4) BTK Zero                                  | Charlotte Polk (2) OB Claus Pedersen (4) Sisu/MBK                        |
| 1989  | Claus Pedersen (15) Sisu/MBK                   | Charlotte Polk (3) OB                      | Jan Harkamp (1) Brønderslev IF Allan Bentsen (1) Esbjerg BTK                            | Charlotte Polk (6) OB Karin Kruse (2) Hørning BTK                                 | Charlotte Polk (3) OB Allan Bentsen (1) Esbjerg BTK                      |
| 1990  | Lars Hauth (2) Sisu/MBK                        | Susanne Pedersen (10) Ballerup BTK         | Flemming Sunn (1) Esbjerg BTK Kim Høgsberg (1) Virum-Sorgenfri BTK                      | Christel Frederiksen (1) BTK 61 Pia Toelhøj (1) Hørning BTK                       | Charlotte Polk (4) OB Allan Bentsen (2) BTK Triton                       |
| 1991  | Allan Bentsen (1) Esbjerg BTK                  | Susanne Pedersen (11) Ballerup BTK         | Jan Harkamp (2) Brønderslev IF Allan Bentsen (2) Esbjerg BTK                            | Susanne Pedersen (11) Ballerup BTK Pia Toelhøj (2) Hørning BTK                    | Susanne Pedersen (7) Ballerup BTK Johnny Hansen (2) Frederiksværk BTK    |
| 1992  | Allan Bentsen (2) BTK Triton                   | Pia Hansen (1) BTK 61                      | Jan Harkamp (3) Brønderslev IF Allan Bentsen (3) BTK Triton                             | Pia Eliasson Hansen (1) BTK 61 Anne Karina Bastman (1) Sisu/MBK                   | Charlotte Gjeding (5) OB Allan Bentsen (3) BTK Triton                    |
| 1993  | Allan Bentsen (3) Hørning BTK                  | Sabine Borre Larsen (1) Frem Sakskøbing    | Jan Harkamp (4) Brønderslev IF Allan Bentsen (4) Hørning BTK                            | Pia Toelhøj (3) Hørning BTK Sabine Borre Larsen (1) Frem Sakskøbing               | Susanne Pedersen (8) Ballerup BTK Jan Harkamp (1) Brønderslev IF         |
| 1994  | Allan Bentsen (4) Hørning BTK                  | Susanne Pedersen (12) Ballerup BTK         | Lars Hauth (2) Sisu/MBK Finn Tugwell (1) Hørning BTK                                    | Pia Eliasson Hansen (2) Trine Schou (1) BTK 61                                    | Pia Toelhøj (2) Hillerød GI Kim Høgsberg (1) Brønderslev IF              |
| 1995  | Allan Bentsen (5) Hørning BTK                  | Pia Toelhøj (1) Hillerød GI                | Lars Hauth (3) Sisu/MBK Finn Tugwell (2) Hørning BTK                                    | Susanne Pedersen (12) Pia Finnemann (1) Ballerup BTK                              | Pia Toelhøj (3) Hillerød GI Kim Høgsberg (2) Brønderslev IF              |
| 1996  | Allan Bentsen (6) Hørning BTK                  | Pia Finnemann (1) TPHU                     | Allan Bentsen (5) Martin Monrad (1) Hørning BTK                                         | Susanne Pedersen (13) Ballerup BTK Pia Toelhøj (4) Hillerød GI                    | Pia Toelhøj (4) Hillerød GI Kim Høgsberg (3) Brønderslev IF              |
| 1997  | Martin Monrad (1) Hørning BTK                  | Pia Finnemann (2) Ballerup BTK             | Lars Hauth (4) Sisu/MBK Finn Tugwell (3) Hørning BTK                                    | Pia Finnemann (2) Ballerup BTK Lisbeth Poulsen (1) Hørning BTK                    | Pia Toelhøj (5) Hillerød GI Kim Høgsberg (4) Brønderslev IF              |
| 1998  | Martin Monrad (2) BTK 61                       | Trine Grauholm (1) Hørning BTK             | Allan Bentsen (6) Hørning BTK Martin Monrad (2) BTK 61                                  | Pia Finnemann (3) Brønderslev IF Lisbeth Poulsen (2) Hørning BTK                  | Pia Toelhøj (6) Hillerød GI Kim Høgsberg (5) Brønderslev IF              |
| 1999  | Allan Bentsen (7) Hørning BTK                  | Trine Grauholm (2) Hørning BTK             | Allan Bentsen (7) Hørning BTK Martin Monrad (3) BTK 61                                  | Janne Jensen (1) Sabine Borre Larsen (2) Frem Sakskøbing                          | Pia Finnemann (1) Mads Sørensen (1) Brønderslev IF                       |
| 2000  | Martin Monrad (3) BTK 61                       | Pia Finnemann (3) Brønderslev IF           | Allan Bentsen (8) Hørning BTK Martin Monrad (4) BTK 61                                  | Michelle Nielsen (1) Susanne Pedersen (14) Hillerød GI                            | Pia Finnemann (2) Mads Sørensen (2) Brønderslev IF                       |
| 2001  | Finn Tugwell (1) Team Hørning                  | Pia Finnemann (4) Brønderslev IF           | Allan Bentsen (9) Finn Tugwell (4) Team Hørning                                         | Karin Nielsen (1) BTK 61 Christina Jessen (1) Team Hørning                        | Pia Finnemann (3) Mads Sørensen (3) Brønderslev IF                       |
| 2002  | Martin Monrad (4) Farum BTK                    | Janne Jensen (1) Team Hørning              | Allan Bentsen (10) BTK Triton Finn Tugwell (5) Team Hørning                             | Pia Finnemann (4) Brønderslev IF Janne Jensen (2) Team Hørning                    | Janne Jensen (1) Team Hørning Martin Bremer (1) Virum-Sorgenfri BTK      |
| 2003  | Martin Monrad (5) Farum BTK                    | Pia Finnemann (5) Ballerup BTK             | Allan Bentsen (11) BTK Triton Martin Monrad (5) Farum BTK                               | Anne Cathrine Bomann (1) Hillerød GI Rikke Jensen (1) Team Nørreå                 | Mie Skov (1) BTK 61 Allan Bentsen (4) BTK Triton                         |
| 2004  | Finn Tugwell (2) Køge Bugt BTK                 | Mie Skov (1) BTK 61                        | Allan Bentsen (12) BTK Triton Martin Monrad (6) Farum BTK                               | Pia Finnemann (5) Brønderslev IF Janne Jensen (3) Team Hørning                    | Mie Skov (2) BTK 61 Allan Bentsen (5) BTK Triton                         |
| 2005  | Finn Tugwell (3) Køge Bugt BTK                 | Trine Grauholm (3) Team Nørreå             | Christian Larsen (1) Virum-Sorgenfri BTK Christoffer Petersen (1) Køge Bugt BTK         | Annie Ramberg (2) Ballerup BTK Charlotte Polk (7) OB                              | Susanne Pedersen (9) Ballerup BTK Carsten Egeholt (1) Farum BTK          |
| 2006  | Allan Bentsen (8) BTK Triton                   | Mie Skov (2) BTK 61                        | Allan Bentsen (13) BTK Triton Martin Monrad (7) BTK Vedbæk                              | Janne Jensen (4) BTK 61 Pernille Agerholm (1) Rønde BTK                           | Mie Skov (3) BTK 61 Allan Bentsen (6) BTK Triton                         |
| 2007  | Martin Monrad (6) BTK Vedbæk                   | Mie Skov (3) BTK 61                        | Allan Bentsen (14) BTK 61 Martin Monrad (8) BTK Vedbæk                                  | Pernille Agerholm (2) Rønde BTK Pernille Søndergaard (1) Team Hørning             | Mie Skov (4) BTK 61 Allan Bentsen (7) BTK Triton                         |
| 2008  | Michael Maze (1) KVIK Næstved                  | Mie Skov (4) Roskilde Bordtennis, BTK 61   | Allan Bentsen (15) Roskilde Bordtennis, BTK 61 Kasper Sternberg (1) Albertslund IF      | Anne Cathrine Bomann (2) Hillerød GI Janne Jensen (5) Roskilde Bordtennis, BTK 61 | Mie Skov (5) Roskilde Bordtennis, BTK 61 Allan Bentsen (8) BTK Triton    |
| 2009  | Finn Tugwell (4) Roskilde Bordtennis, BTK 61   | Mie Skov (5) Roskilde Bordtennis, BTK 61   | Allan Bentsen (16) Finn Tugwell (6) Roskilde Bordtennis, BTK 61                         | Pernille Agerholm (3) Rønde BTK Pernille Søndergaard (2) Århus BTK                | Mie Skov (6) Roskilde Bordtennis, BTK 61 Allan Bentsen (9) BTK Triton    |
| 2010  | Christian Kongsgaard (1) BTK Vedbæk            | Mie Skov (6) Roskilde Bordtennis, BTK 61   | Allan Bentsen (17) Finn Tugwell (7) Roskilde Bordtennis, BTK 61                         | Sabine Borre Larsen (3) Helsingør BTK Susanne Pedersen (15) Frem Sakskøbing       | Mie Skov (7) Roskilde Bordtennis, BTK 61 Allan Bentsen (10) BTK Triton   |
| 2011  | Kasper Sternberg (1) Københavns BTK            | Mie Skov (7) Roskilde Bordtennis, BTK 61   | Allan Bentsen (18) Finn Tugwell (8) Roskilde Bordtennis, BTK 61                         | Pernille Agerholm (4) Rønde BTK Pernille Søndergaard (3) Team Nørreå              | Mie Skov (8) Roskilde Bordtennis, BTK 61 Allan Bentsen (11) BTK Triton   |
| 2012  | Jonathan Groth (1) Vebæk BTK                   | Mie Skov (8) Roskilde Bordtennis, BTK 61   | Allan Bentsen (19) Finn Tugwell (9) Roskilde Bordtennis, BTK 61                         | Pernille Agerholm (5) Rønde BTK Pernille Søndergaard (4) Team Nørreå              | Mie Skov (9) Roskilde Bordtennis, BTK 61 Allan Bentsen (12) BTK Triton   |
| 2013  | Jonathan Groth (2) Vebæk BTK                   | Mie Skov (9) BTK Vedbæk                    | Morten Hyrup Rasmussen (1) OB Christian Kongsgaard (1) BTK Vedbæk                       | Mie Binnerup Jacobsen (1) Århus BTK Izabell Nørlem (1) Brønshøj BTK               | Pernille Agerholm (1) Rønde BTK Morten Hyrup Rasmussen (1) OB            |
| 2014  | Jonathan Groth (3) Roskilde Bordtennis, BTK 61 | Pernille Agerholm (1) Rønde BTK            | Allan Bentsen (20) Claus Schou Nielsen (1) Roskilde Bordtennis, BTK 61                  | Pernille Agerholm (6) Rønde BTK Pernille Søndergaard (5) Sisu/MBK                 | Pernille Agerholm (2) Rønde BTK Morten Hyrup Rasmussen (2) OB            |
| 2015  | Jonathan Groth (4) Roskilde Bordtennis, BTK 61 | Mie Binnerup Jacobsen (1) Københavns BTK   | Kasper Sternberg Sjelle (2) Københavns BTK Mikkel Hindersson (1) Virum-Sorgenfri BTK    | Mie Binnerup Jacobsen (2) Sofie Egeholt Bang (1) Københavns BTK                   | Stefanie H. Christensen (1) Kasper Sternberg Sjelle (1) Københavns BTK   |
| 2016  | Jonathan Groth (5) Roskilde Bordtennis, BTK 61 | Pernille Agerholm (2) Viby BTK             | Morten Hyrup Rasmussen (2) OB Christian Kongsgaard (2) Brønshøj BTK                     | Pernille Agerholm (7) BTK Viby Pernille Søndergaard (6) Sisu/MBK                  | Stefanie H. Christensen (2) Københavns BTK Morten Hyrup Rasmussen (3) OB |
| 2017  | Tobias Kamph Rasmussen (1) Københavns BTK      | Stefanie Harbo Christensen (1) Hillerød GI | Tobias Rasmussen (1) Københavns BTK Claus Schou Nielsen (2) Roskilde Bordtennis, BTK 61 | Pernille Refstrup Agerholm (8) BTK Viby Pernille Søndergaard (7) Sisu/MBK         | Sophie Walløe (1) Anders Lind (1) Brønshøj BTK                           |
| 2018  | Anders Lind (1) Brønshøj Bordtennis            | Stefanie Harbo Christensen (2) Hillerød GI | Allan Bentsen (21) Finn Tugwell (10) Roskilde Bordtennis, BTK 61                        | Stefanie H. Christensen (1) Hillerød GI Izabell Nørlem (2) Brønshøj BTK           | Sophie Walløe (2) Anders Lind (2) Brønshøj BTK                           |
| 2019  | Anders Lind (2) Brønshøj Bordtennis            | Stefanie Harbo Christensen (3) Skensved IF | Allan Bentsen (22) Finn Tugwell (11) Roskilde Bordtennis, BTK 61                        | Pernille Refstrup Agerholm (9) Pernille Pødenphant Søndergaard (8) BTK Viby       | Sophie Walløe (3) Hillerød GI Anders Lind (3) Brønshøj BTK               |
| 2020  | Anders Lind (3)                                | Stefanie Harbo Christensen (4) Skensved IF | Anders Lind Thor B. Christensen                                                         | Sophie Walløe Pia Toelhøj                                                         | Sophie Walløe Anders Lind                                                |
| 2021  | Anders Lind (4)                                | Sophie Walløe                              | Anders Lind Thor B. Christensen                                                         | Sophie Walløe Pia Toelhøj                                                         | Sophie Walløe Anders Lind                                                |
| 2022  | Anders Lind (5)                                | Jocefina Haagensen                         | Anders Lind Thor B. Christensen                                                         | Izabell Nørlem Pia Toelhøj                                                        | Emma Clement Theo Dyekjær                                                |
| 2023  | Anders Lind (6)                                | Jocefina Haagensen                         | Martin Buch Andersen Tobias Rasmussen                                                   | Sophie Walløe Jocefina Haagensen                                                  | Sophie Walløe Tobias Rasmussen                                           |
| 2024  | Martin Buch Andersen                           | Jocefina Haagensen                         | Tobias Rasmussen Martin Buch Andersen                                                   | Pernille Refstrup Agerholm Izabell Nørlem                                         | Eldijana Bentsen Allan Bentsen                                           |
| 2025  | Anders Lind (7)                                | Maja Helene Hansen                         | Madsen Svenningsen                                                                      | Clement Hansen                                                                    | Clement Samoulis                                                         |

### Statistiques

#### Simple messieurs
| La plupart des titres 1943-2025 | La plupart des titres 1943-2025 | La plupart des titres 1943-2025                                                          |
| Titres                          | Joueur                          | Année                                                                                    |
| ------------------------------- | ------------------------------- | ---------------------------------------------------------------------------------------- |
| 15                              | Claus Pedersen                  | 1967, 1969, 1970, 1971, 1973, 1975, 1976, 1977, 1978, 1979, 1980, 1981, 1982, 1983, 1989 |
| 7                               | Anders Lind                     | 2018-2023, 2025                                                                          |
| 8                               | Allan Bentsen                   | 1991, 1992, 1993, 1994, 1995, 1996, 1999, 2006                                           |
| 6                               | Einar Lyttik                    | 1956, 1957, 1958, 1961, 1962, 1963                                                       |
| 6                               | Martin Monrad                   | 1997, 1998, 2000, 2002, 2003, 2007                                                       |
| 5                               | Knud Runckel                    | 1943, 1948, 1952, 1954, 1955                                                             |
| 5                               | Niels Ramberg                   | 1964, 1965, 1968, 1972, 1974                                                             |
| 5                               | Jonathan Groth                  | 2012, 2013, 2014, 2015, 2016                                                             |
| 4                               | Jan Harkamp                     | 1984, 1985, 1987, 1988                                                                   |
| 4                               | Finn Tugwell                    | 2001, 2004, 2005, 2009                                                                   |

| Plus grand nombre de titres consécutifs 1943-2019 | Plus grand nombre de titres consécutifs 1943-2019 | Plus grand nombre de titres consécutifs 1943-2019 |
| Titres                                            | Joueur                                            | Periode                                           |
| ------------------------------------------------- | ------------------------------------------------- | ------------------------------------------------- |
| 9                                                 | Claus Pedersen                                    | 1975-1983                                         |
| 6                                                 | Anders Lind                                       | 2018-2023                                         |
| 6                                                 | Allan Bentsen                                     | 1991-1996                                         |
| 5                                                 | Jonathan Groth                                    | 2012-2016                                         |
| 3                                                 | Einar Lyttik                                      | 1956-1958                                         |
| 3                                                 | Einar Lyttik                                      | 1961-1963                                         |
| 3                                                 | Claus Pedersen                                    | 1969-1971                                         |

#### Simple dames
| La plupart des titres 1947-2019 | La plupart des titres 1947-2019 | La plupart des titres 1947-2019                                        |
| Titres                          | Joueuse                         | Année                                                                  |
| ------------------------------- | ------------------------------- | ---------------------------------------------------------------------- |
| 12                              | Susanne Pedersen                | 1972, 1973, 1977, 1978, 1979, 1980, 1983, 1984, 1988, 1990, 1991, 1994 |
| 9                               | Mie Skov                        | 2004, 2006, 2007, 2008, 2009, 2010, 2011, 2012, 2013                   |
| 6                               | Lis Ramberg                     | 1960, 1961, 1962, 1963, 1964, 1965                                     |
| 5                               | Pia Finnemann                   | 1996, 1997, 2000, 2001, 2003                                           |
| 4                               | Britta Christensen              | 1967, 1968, 1970, 1971                                                 |
| 3                               | Evy Schandorph                  | 1948, 1949, 1952                                                       |
| 3                               | Gudrun Kahns                    | 1954, 1955, 1956                                                       |
| 3                               | Charlotte Polk                  | 1981, 1987, 1989                                                       |
| 3                               | Trine Grauholm                  | 1998, 1999, 2005                                                       |
| 3                               | Stefanie Harbo Christensen      | 2015, 2016, 2019                                                       |

| Plus grand nombre de titres consécutifs 1947-2019 | Plus grand nombre de titres consécutifs 1947-2019 | Plus grand nombre de titres consécutifs 1947-2019 |
| Titres                                            | Joueur                                            | Periode                                           |
| ------------------------------------------------- | ------------------------------------------------- | ------------------------------------------------- |
| 8                                                 | Mie Skov                                          | 2006-2013                                         |
| 6                                                 | Lis Ramberg                                       | 1960-1965                                         |
| 4                                                 | Susanne Pedersen                                  | 1977-1980                                         |
| 3                                                 | Gudrun Kahns                                      | 1954-1956                                         |

#### Double messieurs
| La plupart des titres 1943-2019 | La plupart des titres 1943-2019 | La plupart des titres 1943-2019 |
| Titres                          | Joueur                          | Année |
| ------------------------------- | ------------------------------- | --- |
| 22                              | Allan Bentsen                   | 1989, 1991, 1992, 1993, 1996, 1998, 1999, 2000, 2001, 2002, 2003, 2004, 2006, 2007, 2008, 2009, 2010, 2011, 2012, 2014, 2018, 2019 |
| 11                              | Finn Tugwell                    | 1994, 1995, 1997, 2001, 2002, 2009, 2010, 2011, 2012, 2018, 2019                                                                   |
| 10                              | Einar Lyttik                    | 1951, 1953, 1954, 1955, 1956, 1958, 1961, 1962, 1963, 1964                                                                         |
| 8                               | Claus Pedersen                  | 1968, 1969, 1976, 1977, 1980, 1981, 1982, 1986                                                                                     |
| 8                               | Martin Monrad                   | 1996, 1998, 1999, 2000, 2003, 2004, 2006, 2007                                                                                     |
| 7                               | Niels Ramberg                   | 1965, 1967, 1971, 1972, 1973, 1974, 1975                                                                                           |
| 5                               | Christian Juhl                  | 1943, 1946, 1947, 1949, 1952 |
| 5                               | Niels Poulsen                   | 1971, 1972, 1973, 1974, 1975 |
| 4                               | Hardy Holmstrøm                 | 1951, 1953, 1954, 1955 |
| 4                               | Freddy Hansen                   | 1961, 1962, 1964, 1970 |
| 4                               | Johnny Hansen                   | 1979, 1981, 1982, 1984 |
| 4                               | Jan Harkamp                     | 1989, 1991, 1992, 1993 |
| 4                               | Lars Hauth                      | 1984, 1994, 1995, 1997 |

#### Double dames
| La plupart des titres 1953-2019 | La plupart des titres 1953-2019 | La plupart des titres 1953-2019                                                          |
| Titres                          | Joueuse                         | Année                                                                                    |
| ------------------------------- | ------------------------------- | ---------------------------------------------------------------------------------------- |
| 15                              | Susanne Pedersen                | 1970, 1971, 1972, 1974, 1975, 1979, 1983, 1985, 1986, 1988, 1991, 1995, 1996, 2000, 2010 |
| 9                               | Pernille Agerholm               | 2006, 2007, 2009, 2011, 2012, 2014, 2016, 2017, 2019                                     |
| 8                               | Pernille Søndergaard            | 2007, 2009, 2011, 2012, 2014, 2016, 2017, 2019                                           |
| 7                               | Charlotte Polk                  | 1980, 1981, 1982, 1984, 1987, 1989, 2005                                                 |
| 5                               | Evy Schandorph                  | 1955, 1958, 1959, 1961, 1963                                                             |
| 5                               | Gudrun Kahns                    | 1953, 1954, 1956, 1957, 1965                                                             |
| 5                               | Britta Christensen              | 1965, 1967, 1968, 1970, 1971                                                             |
| 5                               | Pia Finnemann                   | 1995, 1997, 1998, 2002, 2004                                                             |
| 5                               | Janne Jensen                    | 1999, 2002, 2004, 2006, 2008                                                             |

#### Double mixte
| La plupart des titres 1953-2019 | La plupart des titres 1953-2019 | La plupart des titres 1953-2019                                        |
| Titres                          | Joueur                          | Année                                                                  |
| ------------------------------- | ------------------------------- | ---------------------------------------------------------------------- |
| 12                              | Allan Bentsen                   | 1989, 1990, 1992, 2003, 2004, 2006, 2007, 2008, 2009, 2010, 2011, 2012 |
| 9                               | Susanne Pedersen                | 1973, 1977, 1983, 1984, 1985, 1986, 1991, 1993, 2005                   |
| 9                               | Mie Skov                        | 2003, 2004, 2006, 2007, 2008, 2009, 2010, 2011, 2012                   |
| 6                               | Niels Ramberg                   | 1963, 1964, 1965, 1970, 1971, 1978                                     |
| 6                               | Pia Toelhøj                     | 1987, 1994, 1995, 1996, 1997, 1998                                     |
| 5                               | Charlotte Polk                  | 1981, 1988, 1989, 1990, 1992                                           |
| 5                               | Kim Høgsberg                    | 1994, 1995, 1996, 1997, 1998                                           |
| 4                               | Einar Lyttik                    | 1954, 1958, 1959, 1962                                                 |
| 4                               | Lis Ramberg                     | 1961, 1963, 1964, 1965                                                 |
| 4                               | Michael Daugaard                | 1983, 1984, 1985, 1986                                                 |
| 4                               | Claus Pedersen                  | 1974, 1975, 1976, 1988                                                 |

#### Statistiques globales
Joueurs avec au moins 14 championnats au total.
| Allan Bentsen    | 42 | 8  | -  | 22 | -  | 12 |
| Susanne Pedersen | 36 | -  | 12 | -  | 15 | 9  |
| Claus Pedersen   | 27 | 15 | -  | 8  | -  | 4  |
| Einar Lyttik     | 20 | 6  | -  | 10 | -  | 4  |
| Mie Skov         | 19 | -  | 9  | -  | -  | 9  |
| Niels Ramberg    | 18 | 5  | -  | 7  | -  | 6  |
| Charlotte Polk   | 15 | -  | 3  | -  | 7  | 5  |
| Finn Tugwell     | 15 | 4  | -  | 11 | -  | -  |
| Martin Monrad    | 14 | 6  | -  | 8  | -  | -  |
| Lis Ramberg      | 14 | -  | 6  | -  | 4  | 4  |

## Sources
- Bordtennis Danmark - Statistik - Danske Mesterskaber for Senior - Herre single
- Bordtennis Danmark - Statistik - Danske Mesterskaber for Senior - Dame single « https://web.archive.org/web/20190821130125/https://bordtennisdanmark.dk/statistik/dame-single »(Archive.org • Wikiwix • Archive.is • Google • Que faire ?), 21. august 2019
- Bordtennis Danmark - Statistik - Danske Mesterskaber for Senior - Herre double
- Bordtennis Danmark - Statistik - Danske Mesterskaber for Senior - Dame double « https://web.archive.org/web/20190821130124/https://bordtennisdanmark.dk/statistik/dame-double »(Archive.org • Wikiwix • Archive.is • Google • Que faire ?), 21. august 2019
- Bordtennis Danmark - Statistik - Danske Mesterskaber for Senior - Mixed double